# Christopher McVey
Christopher McVey, né le 12 avril 1997 à Sparsör en Suède, est un footballeur suédo-américain. Il joue au poste de défenseur central au San Diego FC.

## Biographie

### Jeunesse et formation
C'est dans son pays natal que Christopher McVey est formé. Tout d'abord au Sparsörs AIK avant de poursuivre sa formation à l'IF Elfsborg à l'âge de 12 ans,.

### En club

#### IF Elfsborg et prêt
Avec celle-ci, il fait ses débuts en professionnel, jouant son premier match le 1er octobre 2017, lors d'une rencontre de championnat face à l'AIK. Il entre en jeu à la place d'Alex Dyer. Son équipe s'incline 5-2,. En janvier 2018, il signe son premier contrat professionnel,,. Quelques mois plus tard, lors d'un match amical contre le BK Häcken, il se déchire les ligaments latéraux externes, le tenant éloigné des terrains pour 3 à 4 mois.
Le 4 mars 2019, il rejoint en prêt le Dalkurd FF, club évoluant alors en Superettan,. Il y inscrit son tout premier but chez les professionnels contre l'IK Frej le 15 juin 2019. À la mi-saison 2019, son prêt est prolongé jusqu'à la fin de celle-ci.
Il prolonge son contrat avec son club formateur jusqu'à la saison 2022 le 23 décembre 2019.

#### Inter Miami
Début 2022, il s'engage avec l'Inter Miami en Major League Soccer pour trois ans,. Le 27 février 2022, il fait ses débuts sous ses nouvelles couleurs, pour le premier match de la saison, contre le Fire de Chicago. Les deux équipes se quittent sur un score nul et vierge. Il marque son seul et unique but pour Miami face au FC Cincinnati.

#### D.C. United
D.C. United acquiert Christopher McVey à l'Inter Miami, le 1er février 2024,. Il inscrit son premier but pour le club le 25 mai 2024 contre le Fire de Chicago. Les deux équipes se neutralisent sur le score de 1-1. À la mi-temps de cette rencontre, il demande à être remplacé, se plaignant du genou. Une élongation au ligament collatéral latéral le prive de match pour une durée de 6 à 8 semaines. À l'issue de la saison 2024, D.C. United décline son option de contrat.

#### San Diego FC
Il rejoint le San Diego FC, franchise nouvellement créée, le 11 décembre 2024, où il signe un contrat de deux ans.